# Ковалёв, Дмитрий Арсентьевич
Ковалёв Дмитрий Арсентьевич (род. 1 января 1936, Калининская область) — советский и украинский учёный-металлург. Доктор технических наук (1989), профессор (1991). Лауреат Государственной премии Украины в области науки и техники (1999).

## Биография
Родился 1 января 1936 года на хуторе Гладосово в Тверской области.
В 1960 году окончил Днепропетровский горный институт.
С 1963 года — преподаватель, доцент, профессор, заведующий кафедрой чугуна Днепропетровского металлургического института.

## Научная деятельность
Специалист в области чёрной металлургии. Автор 110 научных работ.
Участвовал в создании высококачественного сырья на базе Центрального ГОКа.

### Научные труды
- Теорія металургійних процесів : Підручник :  [укр.] / В. Б. Охотський, О. Л. Костьолов, В. К. Симонов, Д. А. Ковальов та ін. — Киев : ІЗМН, 1997. — 512 с.

## Награды
- Государственная премия Украины в области науки и техники (1 декабря 1999) — за учебник «Теория металлургических процессов»[3].